# Guldgøg
Guldgøg (Chrysococcyx caprius) er en fugleart, der lever i det subsahariske Afrika og det sydlige Arabien.